# Municipio de Tippecanoe (condado de Tippecanoe)
El municipio de Tippecanoe (en inglés: Tippecanoe Township) es un municipio ubicado en el condado de Tippecanoe en el estado estadounidense de Indiana. En el año 2010 tenía una población de 7702 habitantes y una densidad poblacional de 60,92 personas por km².

## Geografía
El municipio de Tippecanoe se encuentra ubicado en las coordenadas 40°31′33″N 86°51′34″O / 40.52583, -86.85944. Según la Oficina del Censo de los Estados Unidos, el municipio tiene una superficie total de 126.42 km², de la cual 124.31 km² corresponden a tierra firme y (1.67%) 2.11 km² es agua.

## Demografía
Según el censo de 2010, había 7702 personas residiendo en el municipio de Tippecanoe. La densidad de población era de 60,92 hab./km². De los 7702 habitantes, el municipio de Tippecanoe estaba compuesto por el 94.73% blancos, el 1.3% eran afroamericanos, el 0.19% eran amerindios, el 1.39% eran asiáticos, el 0.04% eran isleños del Pacífico, el 0.79% eran de otras razas y el 1.56% pertenecían a dos o más razas. Del total de la población el 2.73% eran hispanos o latinos de cualquier raza.